# Zoulikha Bouabdellah
Zoulikha Bouabdellah (Moscou, 20 de juny de 1977) és una artista contemporània russa d'origen algerià. Viu i treballa a cavall entre Casablanca i París.

## Biografia
Zoulikha Bouabdellah és filla del director de cinema Hassen Bouabdellah i de Malika Dorbani, antiga responsable del Museu Nacional de Belles Arts d'Alger. Va néixer a Moscou i va créixer a Alger. Es va traslladar a l'Estat francès el 1993 durant la Guerra Civil algeriana. Va estudiar a l'Ecole nationale supérieure d'arts de Cergy-Pontoise, graduant-se el 2002.
El seu treball explora el diàleg entre les cultures àrab i occidental, els efectes de la globalització, les religions, les llengües i la intimitat, així com la condició femenina, i hi incorpora escultura, fotografia, vídeo i dibuix.
La seva obrat ha estat exposada a la Biennal de Venècia, a la Biennal de Bamako, a l'Aichi Triennale, al Mead Art Museum, al Centre Georges Pompidou, al Brooklyn Museum, a la Tate Modern, al Mori Art Museum, al MoCADA i al MUSAC.